# Highlands Motorsport Park
Der Highlands Motorsport Park ist eine permanente Rennstrecke in Neuseeland. Die 2013 eröffnete Strecke liegt 2,5 km südwestlich des Ortskerns von Cromwell im Central Otago District der Region Otago auf der Südinsel von Neuseeland und ist eine der längsten Strecken Neuseelands und nach FIA-Grad 3 homologiert.

## Geschichte
2006 entstanden die ersten Pläne, nahe einem existierenden Speedway-Oval bei Cromwell einen Motorsport-Park zu schaffen. Finanzielle Probleme sorgten dafür, dass sich der Beginn der Bauarbeiten bis 2012 hinzog. Nach dem Einstieg des australischen Rennfahrers und Geschäftsmanns Tony Quinn als Hauptinvestor wurden die Pläne für die Anlage überarbeitet und der Kurs bis zum Januar 2013 fertiggestellt. Ende März 2013 erfolgte die Eröffnung.

## Streckenbeschreibung
Die Strecke wird im Uhrzeigersinn befahren. Sie ist als „8“-förmiger Kurs mit einer Streckenüberführung ausgelegt. Sie kann in fünf Streckenvarianten mit bis zu 3 parallel betreibbaren Kursen konfiguriert werden.